# الاحتجاجات المناهضة للإغلاق الناتج عن جائحة كوفيد-19 في المملكة المتحدة
شهدت المملكة المتحدة عدة احتجاجات مناهضة للإغلاق الناتج عن جائحة كوفيد-19 والقيود المتعلقة به، وذلك بدءًا من الاحتجاجات ضد الإغلاق الوطني في أبريل عام 2020. تراجعت الاحتجاجات خلال فصل الصيف مع رفع قيود الإغلاق قبل عودتها للظهور مجددًا في نشاط احتجاجي في سبتمبر عام 2020 مع إقرار الإغلاق المحلي ردًا على الموجة الثانية لحالات الإصابة بالفيروس في المملكة المتحدة. استمرت الاحتجاجات خلال الإغلاقات اللاحقة ونظامي التقييد الإقليميين المختلفين «التدريجيين» وتداخلت مع الاحتجاجات المناهضة للقاح بعد بداية برنامج التلقيح في المملكة المتحدة في ديسمبر من عام 2020.

## الإغلاق الأول

### أبريل 2020
واجه اثنان من المحتجين على الإغلاق الشرطة على سطح كلية شروزبري؛ وذلك بتاريخ 20 أبريل واعتقلا بعد ذلك. كان بيرس كوربين حاضرًا في الاحتجاجات المناهضة للإغلاق في غلاستونبيري بتاريخي 25 أبريل و1 مايو. قال كوربين للمحتجين الآخرين الذين كان عددهم من 30 إلى 100 شخص بتاريخ 25 أبريل: «نعلم أنه لا يوجد جائحة.. نعلم جميعًا أن الإغلاق قد خذلنا. لقد سبب البؤس.. سيكون هناك مزيد من الوفيات بسبب الوحدة والانتحار وعدم إدخال الأشخاص إلى المستشفيات».

### مايو 2020
نظمت مجموعة من 20 شخص تقريبًا، تضمنت بعض الأطفال الصغار، احتجاجًا سلميًا وتحدوا قواعد التباعد الاجتماعي خارج نيو سكوتلاند يارد بتاريخ 2 مايو. نظمت مجموعة من 40 إلى 50 شخصًا احتجاجًا آخر في لامبيث ووك، بالقرب من جسر ويسمينستر، بتاريخ 9 مايو. اعتقل عدد من الأشخاص وأصدرت الشرطة إشعارات غرامة ثابتة.
أُعلن على شبكة الإنترنت عن احتجاجات مناهضة لإغلاق كوفيد-19 في المملكة المتحدة في أنحاء البلاد في عطلة نهاية الأسبوع بتاريخ 16 مايو، وذلك في مدن مثل مانشيستر، وبريستول، وليستر وساوثهامبتون، وكانت حركة الحرية البريطانية، وهي مجموعة على شبكة الإنترنت، هي من اقترحتها. بتاريخ 15 مايو، ارتبطت جايدا فرانسين الزعيمة السابقة لمجموعة بريطانيا أولًا اليمينية المتطرفة بتلك الحركة المناهضة للإغلاق والمنتشرة على شبكة الإنترنت وفقًا لتسجيلها كمديرة شركة حركة الحرية المحدودة في مركز الشركات المسجلة، لكن فرانسن نفت أي علاقة لها بها. تحدى 50 متظاهر ضد اللقاح والإغلاق قواعد التباعد الاجتماعي في ركن الخطباء في حديقة الهايد بارك في يوم السبت 16 مايو، وكان من بينهم بييرز كوربين. كان هناك المزيد من الاحتجاجات الأصغر منه في اليوم نفسه في مانشيستر وغلاسغو وبيلفاست ومدن أخرى في أنحاء البلاد. في الحين الذي خطط فيه كل من كارديف وليدز للاحتجاجات، لم يحضر إليها أحد.
نُظم احتجاج صغير مناهض للإغلاق على طول الواجهة البحرية لهوف في 18 مايو. نُظم احتجاج آخر في اليوم التالي في براح هامبستيد، طالبوا فيه بإعادة افتتاح البرك لكن المجلس رفض ذلك. تبع ذلك احتجاج آخر في 23 مايو نظم في كلافام كومون بحضور 20 محتج يدعون إلى إنهاء الإغلاق وعودة الأطفال إلى المدرسة فقط في حال لم يكن هناك «تباعد اجتماعي». نظم احتجاج آخر في هايد بارك في 30 مايو.

## بين الإغلاقات

### أغسطس 2020
اجتمع الآلاف في ميدان ترافاغلار في لندن بتاريخ 29 أغسطس كجزء من حركة اتحدوا من أجل الحرية للاحتجاج ضد قيود الإغلاق واحتمالية إلزامية اللقاح. كان من ضمن المتحدثين البارزين مؤيدي نظرية المؤامرة كيت شيميراني، وبييرس كوربين وديفيد إيكي. ركزت أحد النشرات الإعلانية للحدث على التوسع الذي تعتبره حركة اتحدوا من أجل الحرية «توسعًا وحشيًا للسيطرة» على السكان.

### سبتمبر 2020
اجتمع مجموعة من المحتجين على الإغلاق في 12 سبتمبر في بريمينغهام بعد الإعلان في اليوم السابق أنه سيتم زيادة القيود في بريمينغهام والمناطق المجاورة لها من سوليهول وساندويل بسبب ارتفاع عدد الإصابات في المنطقة.
نظمت مجموعة المقاومة والعمل من أجل الحرية احتجاجًا في ميدان ترافاغلار، لندن في 29 سبتمبر. كان أبرز المتحدثين هم شيميراني وكوربين ومارك ستيل. قالت شيمراني خلال خطابها إن كوفيد-19 كان «خدعة» و «لا وجود له»، وإن وجود لقاح لكوفيد-19 سيعني أن تكون «الحكومة قادرة على النظر إلى كل جانب من جوانب أدمغتنا» و «ولا يمكنهم فقط أخذه منا، بل يستطيعون أيضًا تنزيله فينا».
نظم احتجاج في 26 سبتمبر في ميدان ترافاغلار، لندن. كان المتحدثون البارزون فيه هم كوربين، وإيكي وغاريث إيكي (ابن ديفيد إيكي) وآخرون. غنى أحد المتحدثين وهو داز نيز(اسمه الحقيقي دارين نيسبيت)، الذي ظهر مرة واحدة في برنامج هذا الصباح في عام 2018 وتبنى نظرية مؤامرة الأرض المسطحة، أغنية أفكارها الرئيسية تتحدث حول النظام العالمي الجديد، ومناهضة اللقاحات والشركات والحكومات والملكية ومناهضة الإغلاق. أدى الاحتجاج إلى جرح ثلاثة من المحتجين وتسعة ضباط شرطة واعتقل ستة عشر شخصًا.

### أكتوبر 2020
نظم احتجاج في 17 أكتوبر في أنحاء هايد بارك وشارع أوكسفورد في لندن. كان الاحتجاج ردًا على إخضاع لندن لقيود مشددة فرضت على المدينة. كان المحتجون يحملون لافتات عن نظريات مؤامرة تربط بين كوفيد-19 وشبكة الجيل الخامس مثل «حظر التجول يوازي النازية»، «شككوا برواية الحكومة، انتفضوا الآن»، «حرية التعبير من حقنا، كوفيد-19 هو خدعة»، «الإغلاق يقتلنا»، و«كوفيد-19 يعني السيطرة». تحدث بييرس كوربين في ميدان ليستر وقال للجموع:
«يريد بيل غيتس اللقاحات ليسيطر عليكم ويسيطر على خصوبة النساء للتقليل من عدد سكان العالم. هذه هي لعبته وسيجني الكثير من المال منها، وستدفعون الثمن من أموالكم وحياتكم. نقول «لا».
حضر كوربين احتجاجًا مناهضًا للإغلاق في 18 أكتوبر في ميدان كليتون، مركز مدينة ليفربول. قال للمحتجين:
«إن فيروس كوفيد-19 خدعة. ربما حصل شيء في الصين، هل كان ذات الشيء، هل كان سلاحًا بيولوجيًا، من يعلم. لكنه استخدم لإطلاق العنان لأبشع استيلاء على السلطة شهده العالم على الإطلاق. وما يجب علينا فعله هو كسر الإغلاق الذي فرضوه، وكسر جميع القواعد وإلا فإننا سنخسر. نحن لا نتجول ونحتج فقط لنقول للحكومة من فضلكم أفعلوا هذا وافعلوا ذاك. نحن لا نحتج نحن نقاتل من أجل تحطيم كل خطوة يقومون بها.
نظمت حركة أنقذوا حقوقنا البريطانية احتجاجًا مناهضًا للإغلاق في 24 أكتوبر مستخدمةً شعار «أوقفوا تغيير ما هو طبيعي» في لندن. بعد السير من هايد بارك إلى ويستمينستر، انتهى الاحتجاج في ميدان ترافاغلار. كان المتحدثون الرئيسيون لويس كريفيلد وبييرس كوربين. قررت الشرطة قبل الساعة الرابعة مساءً فض الاحتجاج لأن المحتجين «فشلوا في الامتثال لشروط تقييمهم للخطر ولتوجيهات الحكومة ولم يحافظوا على التباعد الاجتماعي». قرر ضابط الشرطة المسؤول أن احتجاجهم لم يعد مستثنى من القوانين وأنه تجمع غير قانوني». اعتقلت الشرطة 18 شخصًا على الأقل خلال الاحتجاج.